# Limnophila repens
Limnophila repens är en grobladsväxtart som först beskrevs av George Bentham, och fick sitt nu gällande namn av George Bentham. Limnophila repens ingår i släktet Limnophila och familjen grobladsväxter. Inga underarter finns listade i Catalogue of Life.